# Vicenta María López y Vicuña
Vicenta María López de Vicuña (Cascante, Navarra, 22 de marzo de 1847 - Madrid, 26 de diciembre de 1890) fue una religiosa católica española, fundadora de la Hermanas del Servicio Doméstico de la Inmaculada Concepción. Esta congregación recibió la aprobación del papa León XIII en 1888.

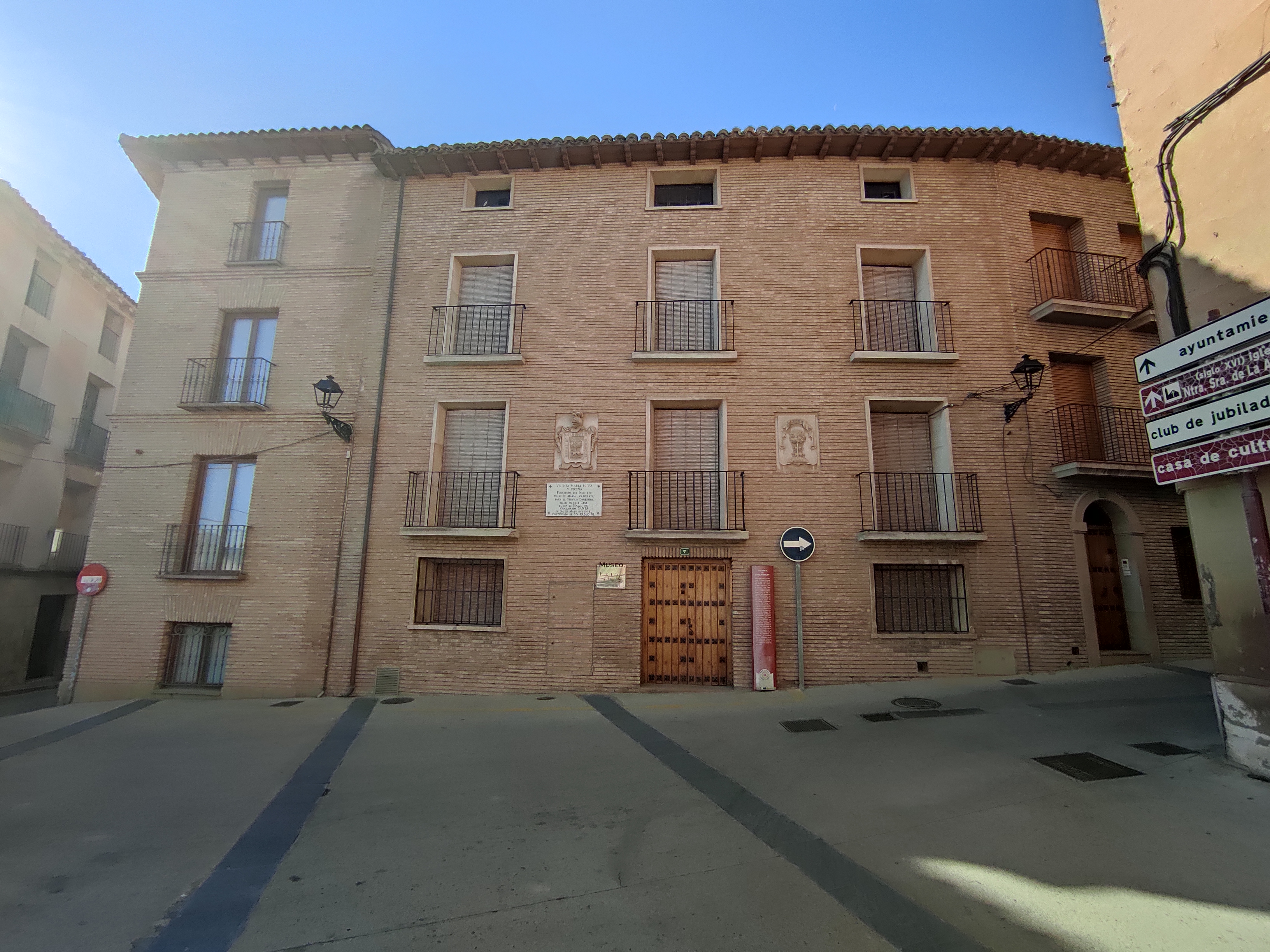
Casa natal y Museo Vicenta María López y Vicuña (Cascante)

## Biografía
Vicenta María Deogracias Bienvenida, pues tal era su nombre completo, nació en el seno de una familia navarra de firmes convicciones cristianas. Su padre fue José María López, natural de Mataró (Barcelona), hijo a su vez de José Justo López y Antonia Giménez, naturales de Cazorla (Jaén). Y su madre era María Nicolasa de Vicuña, natural de Estella, hija de José María Vicuña y Manuela García, naturales de Ágreda (Soria) y residentes en Estella. Fue la segunda hija de este matrimonio que tuvo una primera hija, María Dominica, que falleció tempranamente. En este entorno vivía también su tío-abuelo, Joaquín García, sacerdote, además de otros familiares que ayudaron en su fuerte piedad cristiana. Fue bautizada en la parroquia de la Asunción de Cascante el 23 de marzo de 1847 por el vicario ecónomo Bruno Olagüe.
En 1866 se trasladó definitivamente a Madrid, a casa de sus tíos maternos, Manuel María de Vicuña (Estella, 10 de diciembre de 1805-Madrid, 2 de marzo de 1869), abogado, y su hermana María Eulalia (Estella, 10 de diciembre de 1805-Madrid, 30 de noviembre de 1877) que se había casado con Manuel de Riega y Rico, para completar su formación religiosa. Anteriormente, desde los siete años, ya había pasado frecuentes temporadas entre Madrid y Cascante. Sus tíos Manuel y Eulalia no tenían hijos y disfrutaban de la compañía de su sobrina que no dudaba en acompañar a su tía en sus habituales visitas a hospitales, hospicios y otras centros de caridad de Madrid.
A los 19 años sintió el deseo de consagrarse. Después de varios inconvenientes, incluso la oposición de la familia, tomó los votos el 11 de junio de 1876 donde el obispo auxiliar de Toledo, Ciriaco María Sancha, asistió a la toma de hábito; ese mismo año fundó la congregación de las Hermanas de María Inmaculada. 
Falleció con cuarenta y tres años en Madrid, el 26 de diciembre de 1890. 
Fue beatificada por el papa Pío XII el 19 de febrero de 1950 y canonizada el 25 de mayo de 1975 por Pablo VI.

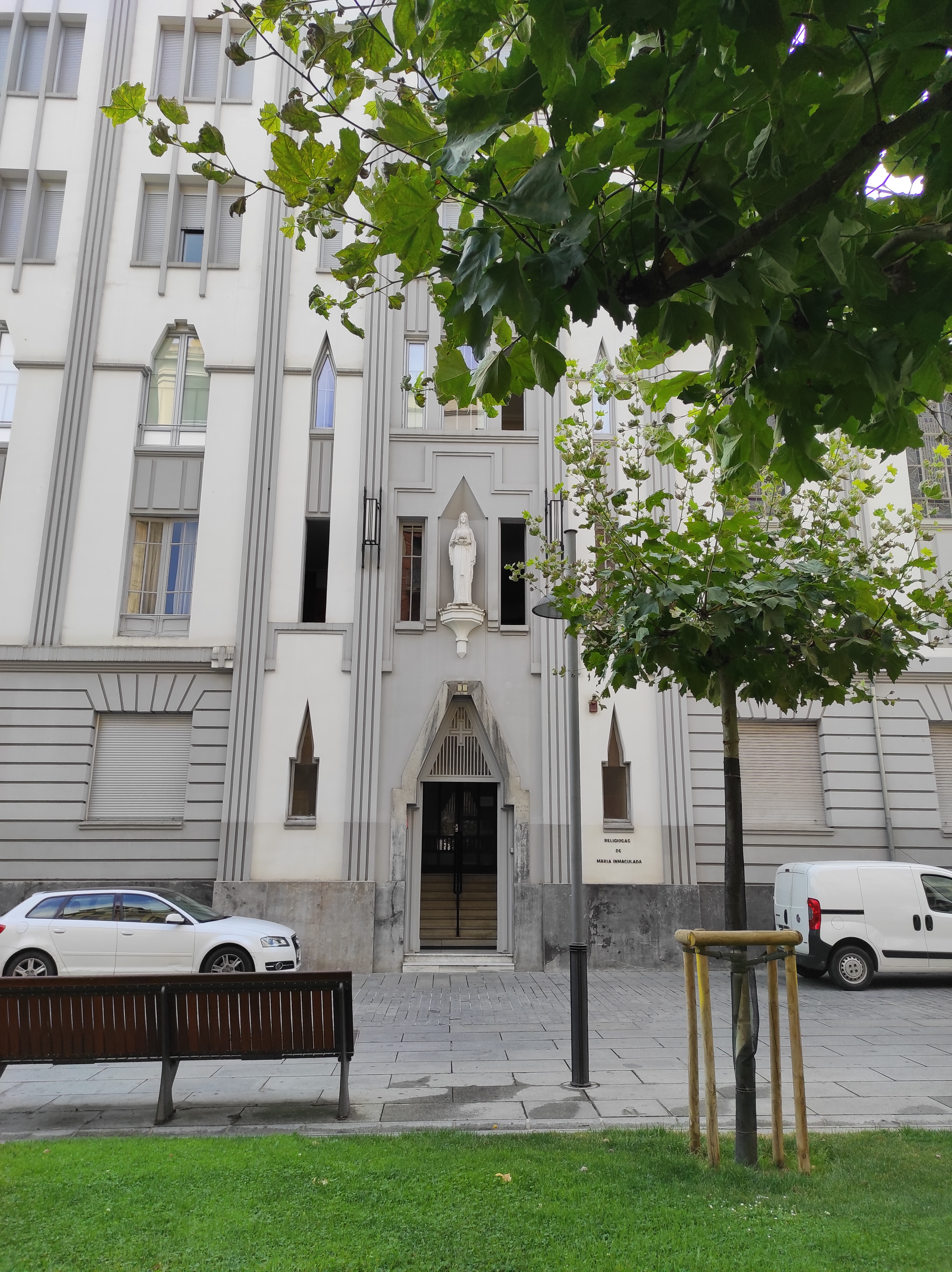
Religiosas de María Inmaculada (Pamplona)

## Congregación de Hijas de María Inmaculada para el Servicio Doméstico
Como resultado de la iniciativa social y evangelizadora de sus tíos Manuel María y María Eulalia Vicuña, la fundadora Vicenta María fue sensible a las carencias de las jóvenes que llegaban a Madrid buscando trabajo en el servicio doméstico y vio la necesidad de crear una organización que amparase a estas jóvenes y les procurase una formación para afrontar tales nuevos retos.
La Congregación de Hijas de María Inmaculada para el Servicio Doméstico y Protección de la Joven fue fundada en Madrid el 11 de junio de 1876 con el nombre de Hermanas del Servicio Doméstico de la Inmaculada Concepción. El Decreto Laudatorio es de 18 de abril de 1888 y la fecha de aprobación del Instituto el 13 de enero de 1899, cuyas constituciones se aprobaron el 12 de septiembre de 1904. El 18 de mayo de 1905 se cambia el antiguo nombre original por el de por el Congregación de Hijas de María Inmaculada para el Servicio Doméstico y Protección de la Joven.
Cuando se fundó tenía por objetivo «atender a las jóvenes que, lejos de su hogar, se veían obligadas por razones de trabajo a vivir en nuevos ambientes y condiciones laborales». Esta congregación se extendió rápidamente por varios países: Chile, Brasil, Uruguay, México, Perú, Colombia, Cuba, en América, y Portugal, Francia, Italia, Inglaterra, Alemania, Estados Unidos, Marruecos y la India.
En las religiosas de María Inmaculada, como se las conoce popularmente, estaban presentes en 21 países, de cuatro continentes, con 123 comunidades, pero falta de vocaciones religiosas hizo que algunas de estas desaparecieran, como sucedió con la de Burgos (España) en 2022.

## Homenajes
- En 1974 el artista Antonio Loperena, junto al arquitecto Carlos Urrutia, realizaron por encargo del Ayuntamiento de Cascante el monumento dedicado a la recién canonizada vecina, la única santa que tiene Navarra. De hecho fue inaugurado el mismo 25 de mayo de 1975, día en que se le canonizaba en Roma. Es un conjunto de planta hexagonal en cuya parte superior se representa a la santa sedente, mostrando en los laterales de la base relieves alusivos a su vida. Todo el monumento está realizado en mármol rosado de Iver (Portugal) y está considerada una de las principales obras de este escultor residente en Tudela.[13][14]

- El 16 de enero de 2007 se inaugura la Casa-Museo de Vicenta María López y Vicuña. La congregación adquirió un edificio de tres plantas anexo a la casa natal de la Santa, ubicada en la calle Vicente Dutor. De tres plantas, muestra en el tercer piso la infancia de Santa Vicenta María, en el segundo piso, su llegada a Madrid, su vocación y la fundación de la congregación, en el primer piso se trata su muerte, y, finalmente, en la planta baja se recoge la expansión de la congregación por todo el mundo.[15]

- En 2009 el Museo de Vicenta María recibió la maqueta que había realizado el autor en escayola, de 65 centímetros, pintada en un color imitando al bronce.[16]

- Actualmente la calle donde nació lleva su nombre así como el colegio público de Cascante.[17]

- Desde el 1 de marzo de 1979, y segregada de la parroquia del Corpus Christi, existe en Pamplona la parroquia de Santa Vicenta María en el barrio de Iturrama.[18]
- Su vida ha sido llevada al cine, a través de la película "La sirvienta" (España, 2023),[19] dirigida por Pablo Moreno, e interpretada por las actrices Daniela Arias Moreno (niña) y Cristina González del Valle (adulta).[20]

## Galería

Monumento a Santa Vicenta María en Cascante
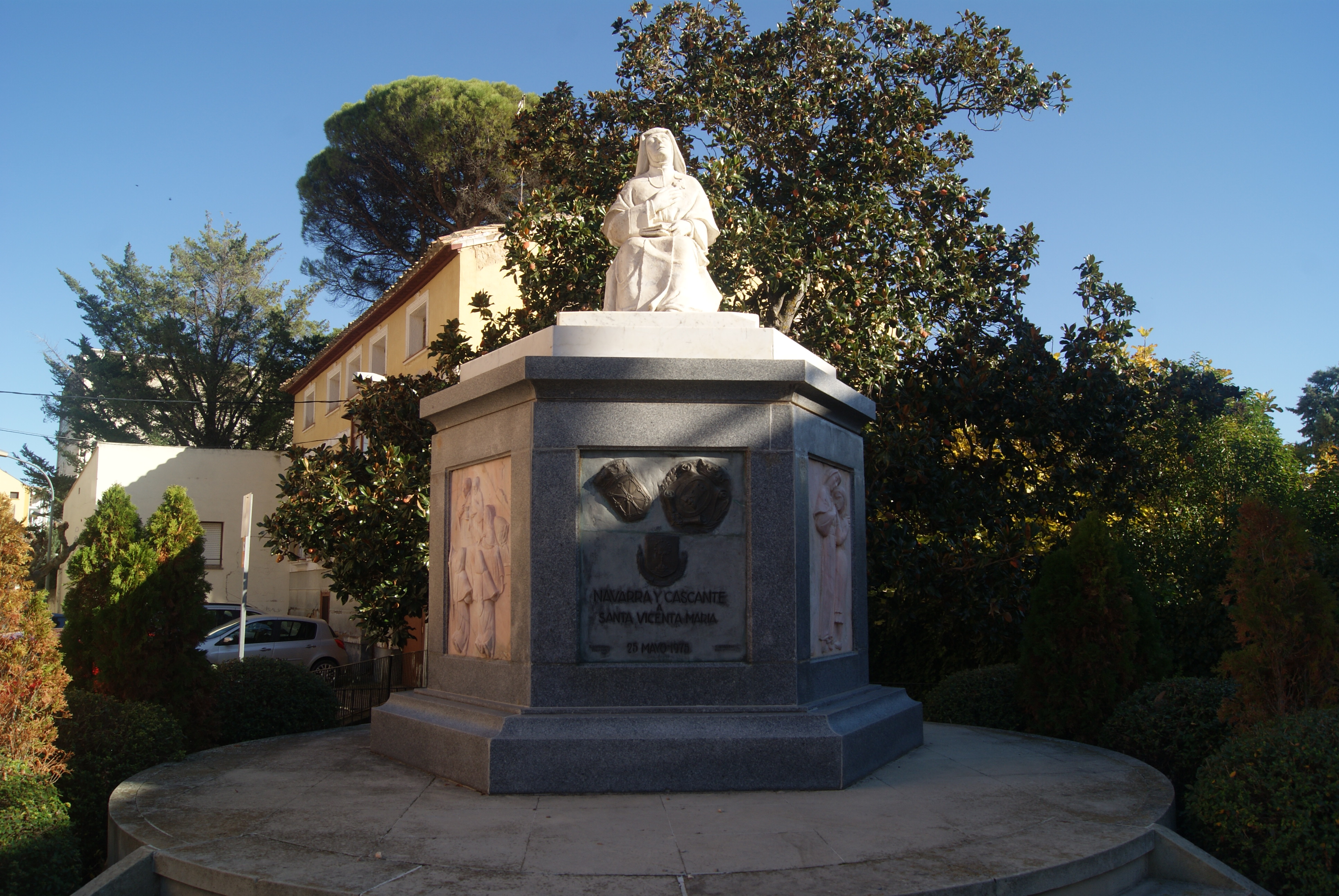
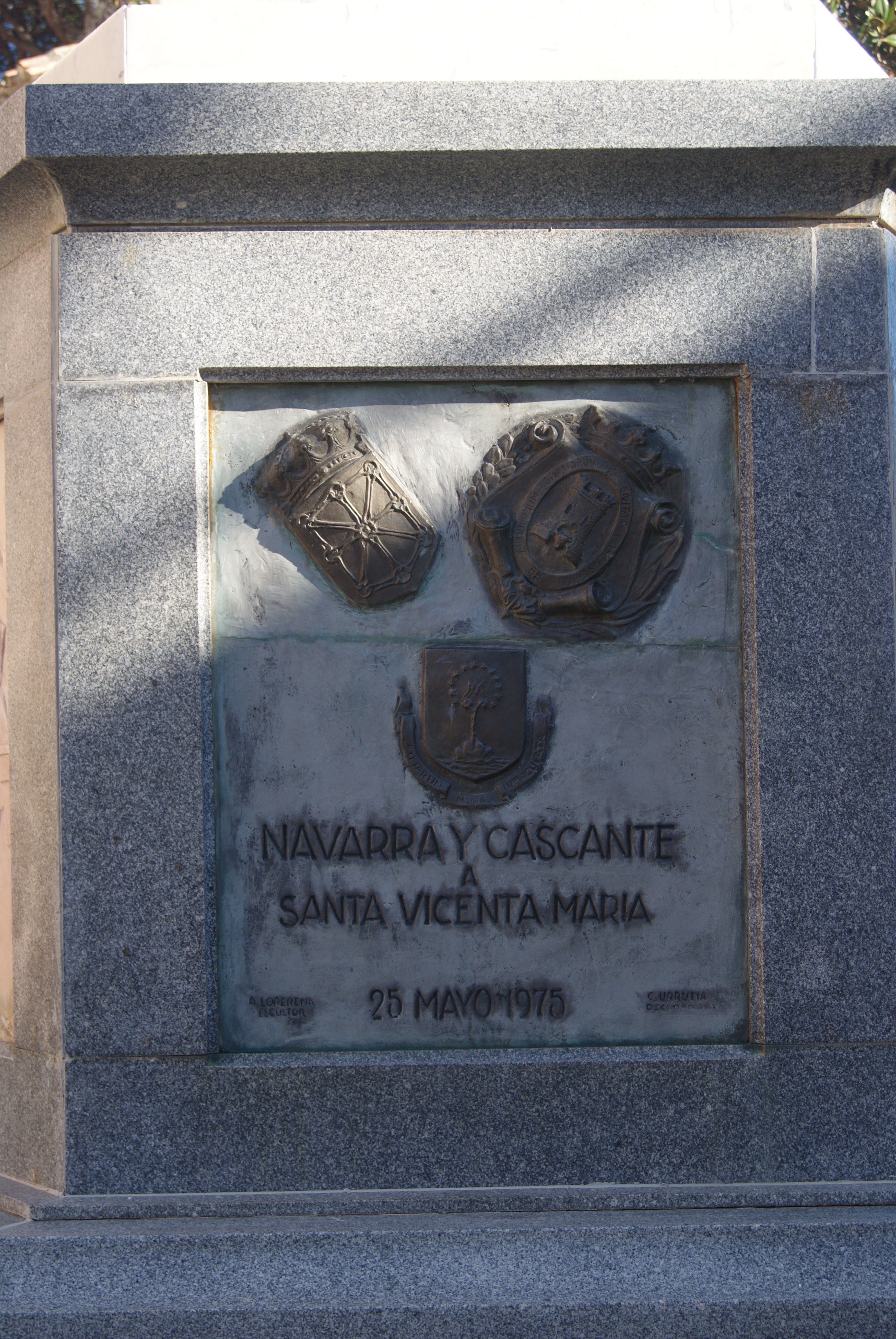
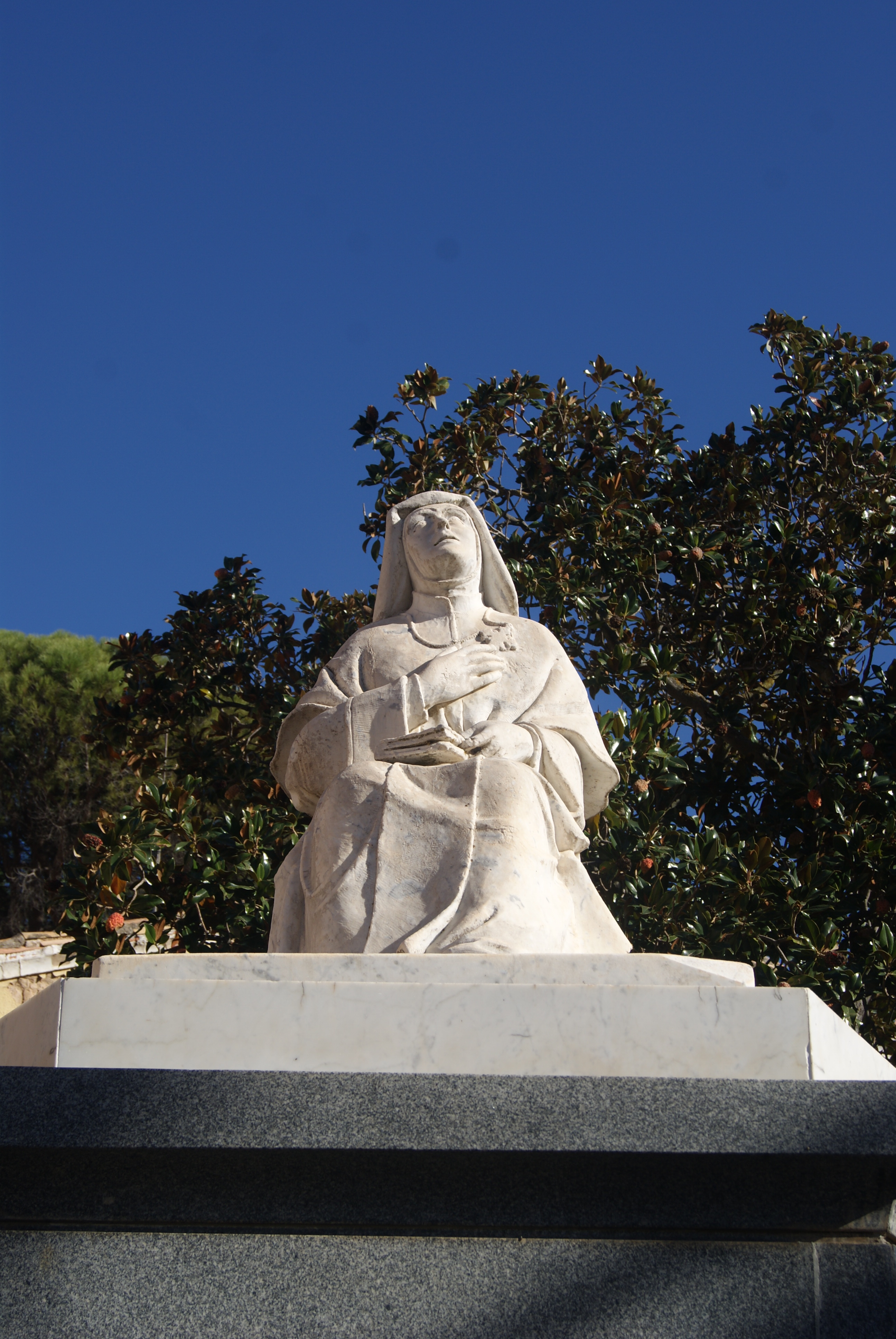
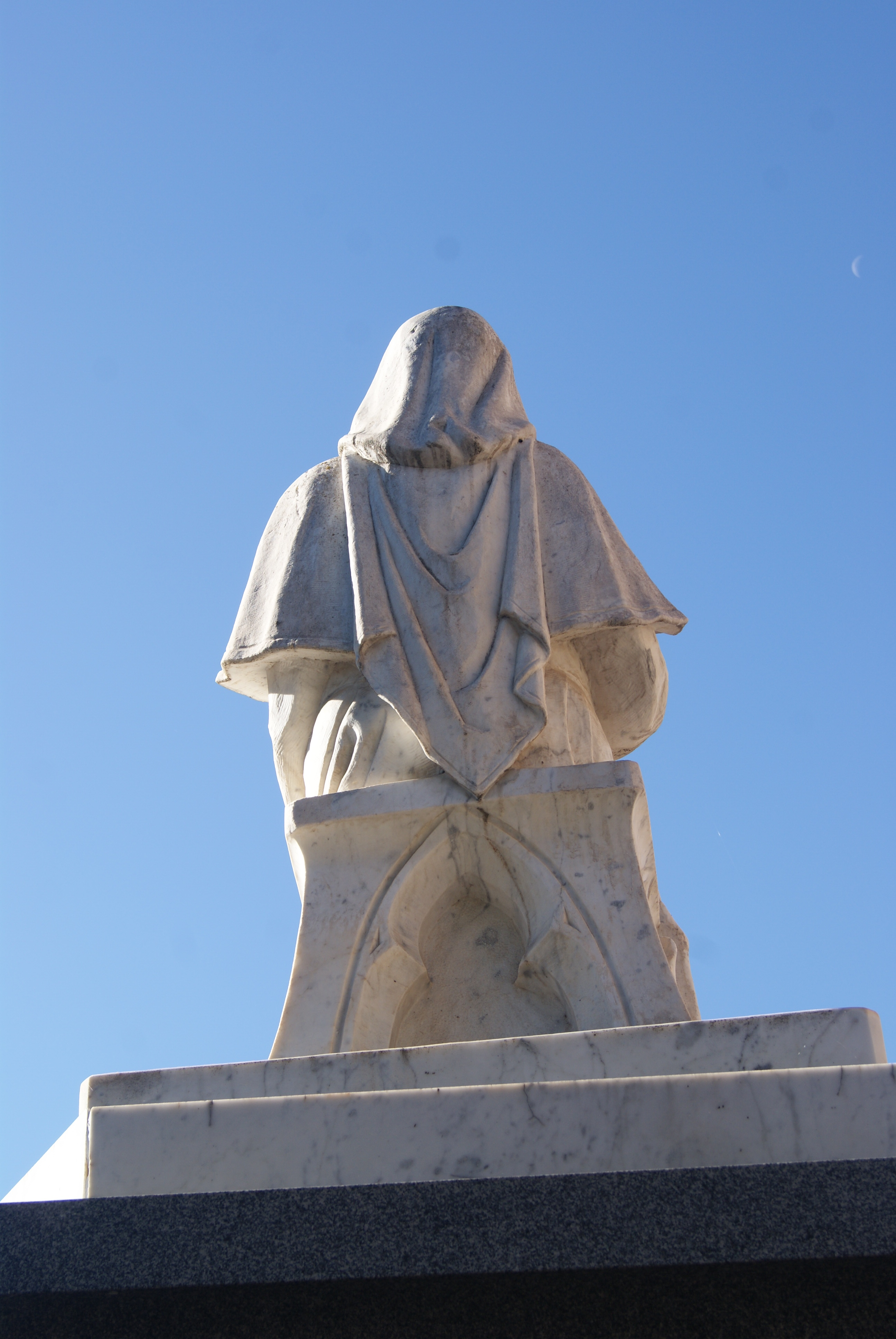